# 참나무겨우살이

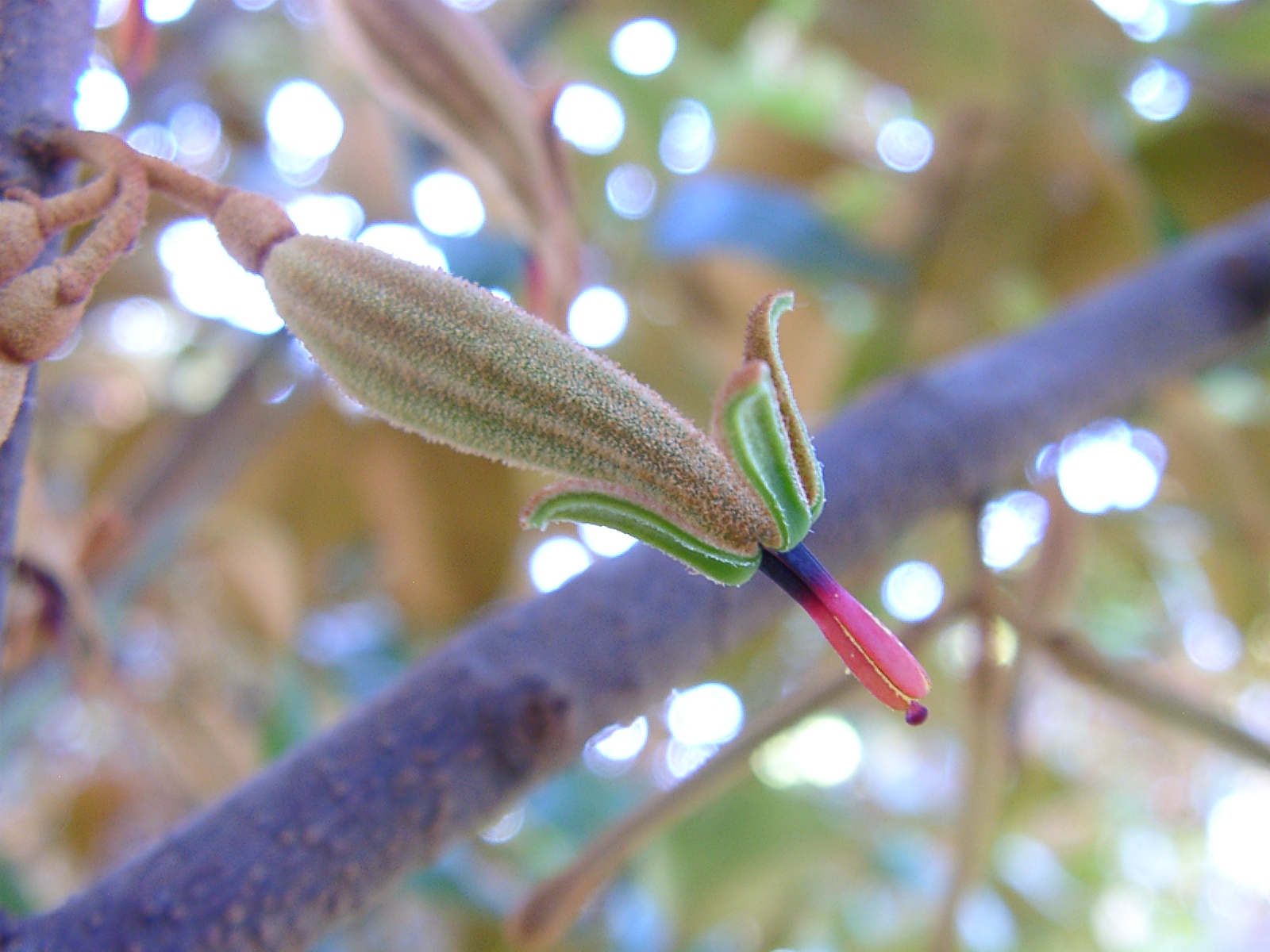

참나무겨우살이는 제주도에 나는 것으로, 구실잣나무, 동백나무, 후박나무, 육박나무, 생달나무, 참나무 등에 기생하는 상록 기생 관목이다. 잎은 마주나거나 어긋나며 길이는 3-6cm, 가장자리는 밋밋하고, 뒷면에 적갈색의 퍼진 털이 밀생한다. 꽃은 암수한그루로 한 잎겨드랑이에서 2~3송이의 꽃자루가 있는 꽃이 핀다. 꽃봉오리는 구부러지고 꽃덮이는 좁은 난상 통형, 겉에 적갈색의 퍼진 털이 있으며, 안쪽은 흑자색으로 광택이 나고, 끝은 4장으로 갈라져서 뒤로 젖혀진다. 수술은 4개이며 암술대는 꽃덮이통 밖으로 나온다. 열매는 장과이며 월동 후 황색으로 익고, 퍼진 털이 있다.